# Malezja Zachodnia

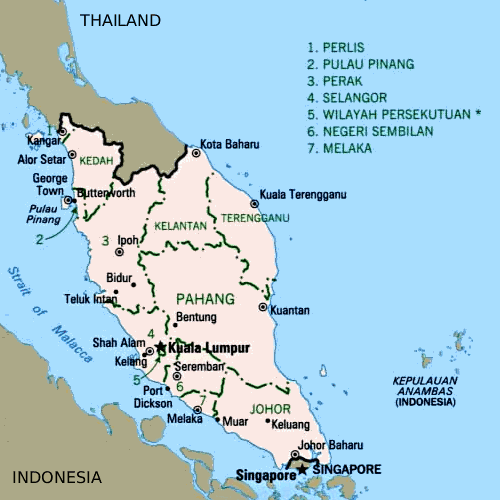
Mapa Malezji Zachodniej

Malezja Zachodnia (malajski Semenanjung Malaysia, Malaysia Barat, Tanah Melayu) – zachodnia część Malezji, położona w południowej części Półwyspu Malajskiego. Powierzchnia wynosi 132 175 km² (40% terytorium Malezji), liczba ludności w 2019 roku – 25,8 mln (około 80% całkowitej ludności kraju).
Malezję Zachodnią tworzy jedenaście spośród trzynastu stanów Malezji – Johor, Kedah, Kelantan, Malakka, Negeri Sembilan, Pahang, Perak, Perlis, Penang, Selangor oraz Terengganu, a także terytoria federalne Kuala Lumpur (stolica Malezji) i Putrajaya (centrum administracyjne kraju).
Od Malezji Wschodniej, położonej na wyspie Borneo, oddalona jest o ponad 600 km; rozdziela je Morze Południowochińskie. Na północy posiada granicę lądową z Tajlandią, na południu Cieśnina Johor oddziela ją od Singapuru.